# Aspettando il domani
Aspettando il domani (Search for Tomorrow) è stata una soap opera statunitense, creata da Roy Winsor, nata nel 1951 e trasmessa fino al 1986. La soap opera fu trasmessa sul network americano CBS fino al 1982, dopodiché passò sul network NBC fino al 1986, anno della sua chiusura.

## Distribuzione
In Italia è stata trasmessa per la prima volta nel 1982 da Canale 5, e successivamente su Italia 1, Rete A, Rete 4 ed Italia 7. La versione italiana fu programmata a partire dalla stagione USA 1978/1979. Inizialmente la sigla era musicata da Augusto Martelli, in seguito sostituita con il noto brano dei Toto, I'll Be Over You.

## Accoglienza
Negli Stati Uniti fu la soap più seguita dal 1952 al 1956 quando venne poi superata da Sentieri, sempre in onda sulla CBS; fu di nuovo la soap opera più seguita negli USA nella stagione 1958-1959 a pari merito con Così gira il mondo, anch'essa della CBS.

## Location
La soap opera era ambientata a Henderson, immaginaria cittadina del Midwest (lo Stato esatto non fu mai specificato), dove si intrecciavano gli amori e gli intrighi dei suoi abitanti.
La maggior parte dei protagonisti della serie lavoravano come medici o infermieri nell'ospedale cittadino (location tipica di moltissime soap opera statunitensi).

## Volti famosi
In Aspettando il domani hanno recitato sia volti già famosi, sia attori sconosciuti diventati poi celebrità:
- Don Knotts (Wilbur Peterson)
- Jill Clayburgh (Grace Bolton)
- Ken Kercheval (Dr. Nick Hunter)
- Larry Hagman (Curt Williams)
- Audra Lindley (Sue Knowles)
- Susan Sarandon (Sarah Fairbanks)
- Kevin Kline (Woody Reed)
- Morgan Fairchild (Jennifer Pace)
- Kevin Bacon (Todd Adamson)
- Cynthia Gibb (Susan 'Suzi' Martin Wyatt)
- Olympia Dukakis (Dr. Barbara Moreno)
- Viggo Mortensen (Bragg)
- Jane Krakowski (Theresa Rebecca "T.R." Kendall)
- Joanna Going (Evie Stone)
- Audrey Landers (Connie)
- Lee Grant (Rose Peterson)
- Sandy Duncan (Helen)
- Barbara Babcock (Gwen Delon)
- Vincent Spano (Jackie Peterson)
- Barbara Luna (Anna Ryder)
- Adam Storke (Andrew Ryder)
- Angela Bassett (Selina McCulla)
- Lisa Peluso (Wendy Wilkins)